# Robbe Van de Velde
Robbe Van de Velde (28 oktober 2002) is een Belgisch volleyballer.

## Levensloop
Van de Velde kwam tijdens zijn jeugd uit voor VT Temse en liep school aan de Topsportschool Vilvoorde. In 2020-'21 sloot hij aan bij Lindemans Aalst. Met deze club was hij in seizoen 2021-'22 finalist in de Beker van België.
Zijn vader (Luc), moeder (Kristien Hoorens), tante (Lieve Van de Velde) en nicht Lise Van Hecke zijn/waren eveneens actief in het volleybal.